# Виллароманьяно
Виллароманьяно (итал. Villaromagnano) — коммуна в Италии, располагается в регионе Пьемонт, в провинции Алессандрия.
Население составляет 755 человек (2008 г.), плотность населения составляет 123 чел./км². Занимает площадь 6 км². Почтовый индекс — 15050. Телефонный код — 0131.
Покровителем коммуны почитается архангел Михаил, празднование 29 сентября.

## Демография
Динамика населения:

## Администрация коммуны
- Официальный сайт: http://www.comune.villaromagnano.al.it/